# Эршкетинский родник и часовня
Эршкетинский родник находится на территории Кретингского районного самоуправления Литвы, в лесу Йоскауду, между деревнями Димитравас и Лаздининкай. Неподалёку построена часовня в честь Пресвятой Богоматери, часто называемая часовней Эршкетинского родника.

## История
Родник на протяжении многих лет славился своими целебными свойствами, а жители окрестных деревень регулярно приходили к нему, чтобы омыть лицо и глаза. В настоящее время здесь оборудован колодец для родниковой воды. По словам местных жителей, в советские годы, когда часовня находилась в запустении, а собрания возле неё были запрещены, родник пересох и лишь после того, как часовню вновь привели в порядок, вода вернулась.
Часовня построена в 1926 г., когда жителям деревни Лаздининкай у родника явилась Пресвятая Дева Мария. В 1930 г. часовню перестроили и значительно увеличили.
Для людей старшего поколения территория Эршкетинского родника по-прежнему остается священной, верующие часто посещают её на Троицу и в дни других больших христианских праздников.